# 航空機関砲の一覧
航空機関砲の一覧（こうくうきかんほうのいちらん）は、過去に使われていた航空機関砲や現在でも使われている航空機関砲を載せた。

## 分類

### 日本

#### 陸軍
7.7mm級
- 八九式固定機関銃
- 八九式旋回機関銃
- 九八式固定機関銃
- 九八式旋回機関銃
- 一式旋回機関銃

13mm級
- 一式十二・七粍固定機関砲(ホ103)

20mm級
- 九四式旋回機関砲
- 試製二十粍旋回機関砲(ホ1)
- 試製二十粍固定機関砲(ホ3)
- 二式二十粍固定機関砲(ホ5)

大口径
- ホ155 I型
- ホ155 II型
- ホ203
- ホ204
- ホ301
- ホ401
- ホ402
- ホ501

#### 海軍
7.7mm級
- 毘式七粍七固定機銃
- 九二式七粍七旋回機銃
- 九七式七粍七固定機銃
- 一式七粍九旋回機銃

13mm級
- 二式十三粍旋回機銃
- 三式十三粍固定機銃

20mm級
- 九九式二〇ミリ機銃

大口径
- 二式三十粍固定機銃
- 五式三十粍固定機銃

### アメリカ
7.62mm級
- ブローニングM1918
- ブローニングAN/M2(7.62mm)

12.7mm級
- ブローニングAN/M2(12.7mm)
- ブローニングAN/M3(12.7mm)

20mm級
- イスパノ・スイザ AN/M3
- コルト Mk12
- ポンティアック M39(リボルバーカノン)

大口径
ガトリング機関砲
- GAU-8(30mm)
- GAU-12(25mm)
- GAU-19(12.7mm)
- M134(7.62mm)
- M61 バルカン(20mm)
- M197(20mm)

### イギリス
7.7mm級
- ルイス軽機関銃
- ビッカース重機関銃
- ブローニング.303

12.7mm級
20mm級
- イスパノ

大口径
- ADEN(リボルバーカノン)

### ドイツ
7.92mm級
- ゾロターンMG30
- MG15
- MG17

13mm級
- MG131

15mm級
- MG151

20mm級
- MG-FF
- MG151/20
- MG213(20mm型)

大口径
- MK101
- MK103
- MK108
- MG213(30mm型)

リボルバーカノン
- BK-27
- RMK30（英語版）

### フランス
リボルバーカノン
- DEFA 550
- 30 M 791

### ソ連
7.62mm級
- ShKAS

12.7mm級
- UB

20mm級
- B-20
- ShVAK
- VYa-23
- NS-23
- NR-23
- DK-20

大口径
- NS-37
- N-37
- GSh-23
- GSh-30-1
- GSh-30-2(ガスト式)
- NN-30

ガトリング機関砲
- GSh-6-30
- GSh-6-23
- YakB-12.7
- GShG-7.62（英語版）

### スイス
- エリコンFF
- エリコンKCA(英語版)